# NBA Summer League 2008
Navigation
2007 2009
La NBA Summer League 2008 était une ligue de basket-ball professionnelle dirigée par la NBA juste après la draft de la NBA 2008. Elle s'est déroulée à Orlando, en Floride, du 7 au 11 juillet, à Salt Lake City, dans l'Utah, du 17 au 25 juillet et à Las Vegas, au Nevada, du 11 au 20 juillet 2008.

## Orlando Pro Summer League

### Équipes
- Bulls de Chicago
- Pacers de l'Indiana
- Heat de Miami
- Nets du New Jersey
- Thunder d'Oklahoma City
- Magic d'Orlando

### Classement
| # | Équipe                  | Victoires | Défaites | PCT   |
| - | ----------------------- | --------- | -------- | ----- |
| 1 | Nets du New Jersey      | 4         | 1        | 80,0% |
| 2 | Heat de Miami           | 3         | 2        | 60,0% |
| 3 | Bulls de Chicago        | 2         | 3        | 40,0% |
| 4 | Pacers de l'Indiana     | 2         | 3        | 40,0% |
| 5 | Magic d'Orlando         | 2         | 3        | 40,0% |
| 6 | Thunder d'Oklahoma City | 2         | 3        | 40,0% |

## Salt Lake City Summer League

### Équipes
- Hawks d'Atlanta
- D-League Ambassadors
- Mavericks de Dallas
- Warriors de Golden State
- Iran
- Nets du New Jersey
- Spurs de San Antonio
- Jazz de l'Utah

### Classement
| # | Équipe                   | Victoires | Défaites | PCT   |
| - | ------------------------ | --------- | -------- | ----- |
| 1 | Hawks d'Atlanta          | 4         | 1        | 80,0% |
| 2 | Spurs de San Antonio     | 3         | 0        | 100%  |
| 3 | Warriors de Golden State | 3         | 1        | 75,0% |
| 4 | D-League Ambassadors     | 2         | 3        | 40,0% |
| 5 | Mavericks de Dallas      | 1         | 2        | 33,3% |
| 6 | Jazz de l'Utah           | 1         | 2        | 33,3% |
| 7 | Nets du New Jersey       | 0         | 2        | 0%    |
| 8 | Iran                     | 0         | 3        | 0%    |

## Las Vegas NBA Summer League

### Équipes
- Bobcats de Charlotte
- Cavaliers de Cleveland
- Mavericks de Dallas
- Nuggets de Denver
- Pistons de Détroit
- Warriors de Golden State
- Rockets de Houston
- Clippers de Los Angeles
- Lakers de Los Angeles
- Grizzlies de Memphis
- Bucks de Milwaukee
- Timberwolves du Minnesota
- Knicks de New York
- Hornets de La Nouvelle-Orléans
- 76ers de Philadelphie
- Suns de Phoenix
- Trail Blazers de Portland
- Kings de Sacramento
- Spurs de San Antonio
- Raptors de Toronto
- Wizards de Washington

### Classement
| #  | Équipe                         | Victoires | Défaites | PCT   |
| -- | ------------------------------ | --------- | -------- | ----- |
| 1  | Nuggets de Denver              | 4         | 1        | 80,0% |
| 2  | Warriors de Golden State       | 4         | 1        | 80,0% |
| 3  | Bucks de Milwaukee             | 4         | 1        | 80,0% |
| 4  | Hornets de la Nouvelle-Orléans | 4         | 2        | 66,7% |
| 5  | Mavericks de Dallas            | 3         | 2        | 60,0% |
| 6  | Pistons de Détroit             | 3         | 2        | 60,0% |
| 7  | 76ers de Philadelphie          | 3         | 2        | 60,0% |
| 8  | Trail Blazers de Portland      | 3         | 2        | 60,0% |
| 9  | Kings de Sacramento            | 3         | 2        | 60,0% |
| 10 | Grizzlies de Memphis           | 2         | 1        | 66,7% |
| 11 | Suns de Phoenix                | 2         | 2        | 50,0% |
| 12 | Bobcats de Charlotte           | 2         | 3        | 40,0% |
| 13 | Timberwolves du Minnesota      | 2         | 3        | 40,0% |
| 14 | Knicks de New York             | 2         | 3        | 40,0% |
| 15 | Wizards de Washington          | 2         | 3        | 40,0% |
| 16 | Lakers de Los Angeles          | 2         | 4        | 33,3% |
| 17 | Rockets de Houston             | 1         | 2        | 33,3% |
| 18 | Spurs de San Antonio           | 1         | 2        | 33,3% |
| 19 | Clippers de Los Angeles        | 1         | 3        | 25,0% |
| 20 | Raptors de Toronto             | 1         | 4        | 20,0% |
| 21 | Cavaliers de Cleveland         | 0         | 4        | 0%    |

MVP du tournoi : Jerryd Bayless, Trail Blazers de Portland